# Ernst Waldschmidt
Ernst Waldschmidt (* 15. Juli 1897 in Lünen; † 25. Februar 1985 in Göttingen) war ein deutscher Sanskritist und Indologe. Er war von 1936 bis 1965 Inhaber des Lehrstuhls für Indologie an der Georg-August-Universität Göttingen.

## Leben
Waldschmidt studierte an der Universität Kiel (bei Paul Deussen und Emil Sieg) sowie in Berlin (bei Heinrich Lüders), wo er 1924 promovierte. Anschließend arbeitete er zunächst als Assistent von Albert von Le Coq am Museum für Völkerkunde in Berlin, wo er 1929 zum Kustos der indischen Sammlung ernannt wurde. Er habilitierte sich 1930 mit einer Schrift über Bruchstücke buddhistischer Sutras aus dem zentralasiatischen Sanskritkanon und erhielt die Venia legendi für Indologie. Mit seiner Frau Rose, die er 1927 geheiratet hatte, unternahm Waldschmidt 1932–34 eine ausgedehnte Forschungsreise durch Südasien, von Ceylon bis Nepal. Dabei sammelten sie auch zahlreiche kunsthandwerkliche Arbeiten und Schmuckstücke für das Museum. Nach seiner Rückkehr wurde Waldschmidt zum Professor und Leiter der indischen Sammlung des Völkerkundemuseums ernannt. 
1936 folgte er dem Ruf auf den Lehrstuhl für Indologie der Universität Göttingen, wo er die Nachfolge seines akademischen Lehrers Emil Sieg antrat. Am 1. Mai 1937 trat Waldschmidt der NSDAP bei, am 1. Januar 1939 wurde er Mitglied des Nationalsozialistischen Deutschen Dozentenbundes. 1937 wurde er zum ordentlichen Mitglied der Göttinger Akademie der Wissenschaften gewählt.
Ernst Waldschmidt war ein Spezialist für indische Philosophie und Archäologie von Indien und Zentralasien. Ein Schwerpunkt seiner Arbeit war die Erforschung der Sanskrit-Texte aus den Turfan-Funden und die Erstellung eines Sanskrit-Wörterbuches, das er zusammen mit Heinz Bechert herausgab. Waldschmidt machte damit Göttingen zu einem Zentrum der Erforschung buddhistischer Literatur.
Waldschmidt setzte sich für ein eigenes Museum für Indische Kunst in West-Berlin ein, das 1963 gegründet wurde und 1971 im Museumszentrum Berlin-Dahlem eröffnete. Mit der Gründung der Stiftung Ernst Waldschmidt im Jahr 1968 unterstützte er weiterhin Forschung und Veröffentlichungen zur indischen Philologie, Kunst und Archäologie. Zudem gibt es einen Ernst-Waldschmidt-Preis, der alle fünf Jahre mit einem Preisgeld von z. Zt. 5.000 € von der Stiftung Preußischer Kulturbesitz vergeben wird. Die letzten Preisträger 2019/2020 waren Friederike Grenner und Ruixuan Chen.
Zu seinen Ehren wurde in seinem Geburtsort Lünen eine Straße nach ihm benannt.